# Pasión (emoción)

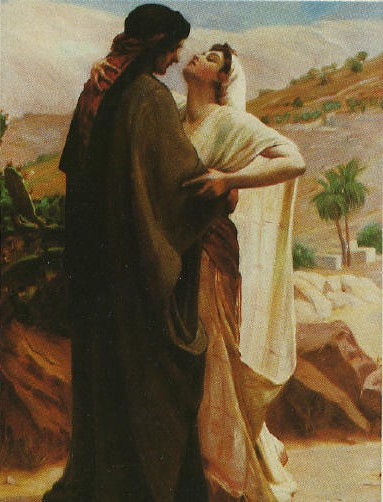
Encuentro apasionado de Frederick Goodall

La pasión (del verbo en latín, patior, que significa sufrir o sentir) es una emoción definida como un sentimiento muy fuerte hacia una persona, tema, idea u objeto. Así, la pasión es una reacción intensa que engloba el entusiasmo o deseo por algo. El término también se aplica a menudo a un vivo interés o admiración por una propuesta, causa, actividad, y otros. Se dice que a una persona le apasiona algo cuando establece una fuerte afinidad, a diferencia del amor que está más bien relacionado con el afecto y el apego.

## Filosofía
Con el cristianismo, también se relaciona las pasiones con el apetito sensible concupiscible, que es la tendencia hacia un bien sensible. A partir de la definición de carne, mundo y demonio como enemigos del alma, se habla de la "pasión mundana" o "excitación de los sentidos por los placeres mundanos" que se caracteriza por un goce placentero de los sentidos sin un fin espiritual, puramente físico, como el beber en exceso, la fantasía sexual o simplemente el vulgarismo. 
Encontramos las pasiones en seis ámbitos:
"Amor", "Deseo", "Gozo", "Odio", "Aversión" y "Tristeza".
La pasión es un sentimiento vehemente, capaz de dominar la voluntad y perturbar la razón, como el amor, el odio, los celos o la ira.
La teoría spinoziana de las pasiones, inspirada directamente en Descartes y cuyo origen remoto encontramos en Platón, sitúa a la idea o pensamiento como antecedente necesario de la pasión. Divide, a su vez, las pasiones según el valor que les atribuye en función del modo de conocimiento que conduce a ellas: malas, las originadas en la mera opinión; deseos buenos, procedentes de la razón convencional; amor verdadero, que sería la pasión más elevada y única deseable. Este amor, dirigido al único ser perfecto o Dios, es el fruto necesario de la intuición o conocimiento claro/verdadero, objeto último de todo individuo que persiga la perfección. Spinoza desarrolló su clasificación y descripción de las pasiones en la Ética y en el Tratado Breve (publicados póstumamente).